# Gongrocnemis peruviana
Gongrocnemis peruviana är en insektsart som beskrevs av Piza Jr. 1978. Gongrocnemis peruviana ingår i släktet Gongrocnemis och familjen vårtbitare. Inga underarter finns listade i Catalogue of Life.